# D'Abadie
D'Abadie es una localidad de Trinidad y Tobago, que forma parte de la región de Tunapuna-Piarco.

## Geografía
La localidad abarca parte de la isla Trinidad y limita al norte con La Resource, al sur con Carapo, al este con Cleaver Road, Sherwood Park, Olton Road, Samaroo Village y O'Meara Road (esta última localidad perteneciente al borough de Arima) y al oeste con La Florisante, Arouca, Bon Air Development, Red Hill y Mausica.

## Demografía
Datos demográficos de la localidad de D'Abadie:
| Gráfica de evolución demográfica de D'Abadie entre 2000 y 2011 |
|                                                                |